# 萨济伊
萨济伊（法語：Sazilly，法語發音：[saziji]）是法国安德尔-卢瓦尔省的一个市镇，位于该省西南部，属于希农区。该市镇总面积10.57平方公里，2009年时的人口为254人。

## 人口
萨济伊人口变化图示